# 天女 (日本)

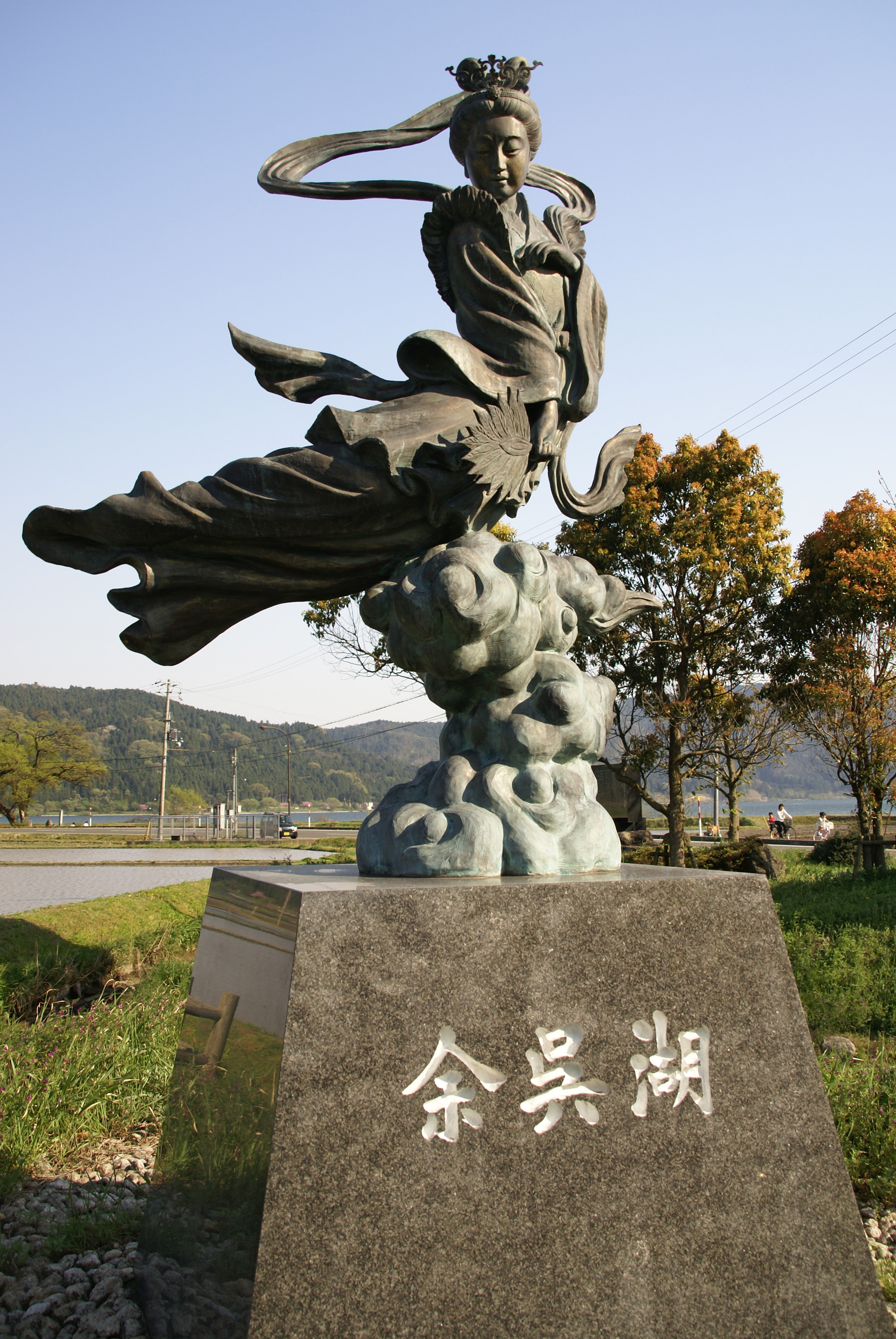
滋賀縣長濱市余吳湖旁的天女像

天女（日语：てんにょ）乃是日本神話傳說中的人物。

## 概要
天女泛指居住於天部、服侍天帝的女官總稱。對居住在地上的人類而言，天女容貌端麗，身著可在天空飛翔的羽衣，故流傳下只要奪取其羽衣，天女便無法返回天部，與地上男子結婚的傳說故事。這一類的傳說自北海道至沖繩縣皆有流傳：
- 滋賀縣：《近江國風土記》之逸文記載，近江國伊香郡與胡鄉伊香小江（即余吳湖（日语：余呉湖）），位在該鄉之南側。8位天女化身為白鳥自天而降，在伊香小江的南濱洗浴。此時伊香刀美在西山遙見白鳥，其形奇異，懷疑是神人而前往察看，果然實為神人。於是伊香刀美心生愛意不忍離去，私下派出白犬盜取天衣，偷得年紀最小的天女之衣。天女們發現有人偷窺，七個姊姊穿好衣服飛昇上天，但妹妹一人因衣物失竊無法飛去，天路永塞遂成為當地居民。天女洗浴的湖邊，今謂神浦是也。伊香刀美與年紀最小的天女結為連理，居於此處，遂生二男二女。兄名曰意美志留，弟名曰那志等美，女名曰伊是理比咩，次名曰奈是理比賣，他們是伊香連等之先祖。後來母親找出暗藏的天羽衣，著而昇天，伊香刀美獨守空床，不斷嘆氣。
  - 然而成書於江戶幕府時代的《大日本地誌大系（日语：大日本地誌大系）》卻記載[1]，有個名為桐畑太夫的漁夫居住在湖邊的村落。某日桐畑見天女在湖中沐浴，於是將掛在柳樹的羽衣藏匿起來。天女說：「我來自天國，見余吳湖（日语：余呉湖）湖光秀麗，所以才到此沐浴，請你將衣服還給我。」但是桐畑拒絕，兩人相爭的結果，天女沒有返回天國且下嫁給桐畑。雖然天女替桐畑產下一男，但是日日以淚洗面。某日忽然聽到搖籃曲的歌聲吟唱：「你的母親是天女，星星之國的天女，你的母親的羽衣，埋藏在千束千把藁木之下。」天女喜出望外，從藁木下挖出她的羽衣，穿上後返回天上。菅山寺的僧侶尊元阿闍梨聽聞此事，憐憫這個小男孩失去母親，於是帶回寺中扶養。這個小男孩後來變成菅原是善（日语：菅原是善）的養子，也就是菅原道真。
- 沖繩縣：流傳在宜野灣市的傳說[2]，有位名曰奧間大親的年輕農夫，每日工作結束後便到森之川（日语：森の川）（今宜野灣市真志喜（日语：真志喜）森川公園內的湧泉）洗滌身體。某日奧間一如往常來到森之川，見到一美麗女子在湧泉裡沐浴，樹枝上掛著漂亮的羽衣，於是奧間將她的衣物藏了起來。女子洗浴完畢發現衣物遺失，急著說：「我是天女，沒有羽衣的話回不了天上。」奧間假好心地說：「我幫妳尋找，妳可以先到我家休憩。」後來奧間與該女子結婚，並生下一女一男。多年後女子聽聞女兒對著兒子唱歌：「媽媽的飛衣在第6根柱子內、舞衣在第8根柱子內。」女子聽完大喜，找出羽衣後飛向天上。兒子長大後成為漁夫，娶了勝連按司之女，後來成為中山王國的國王察度。
- 琉球奄美大島（今屬鹿兒島縣）：當地流傳天降女子降臨時背著白色風呂敷，且下起小雨。天降女子會豔笑著引誘男子，或者手持柄杓之水給男子飲用，以奪其靈魂。
- 京都府：根據《丹後國風土記》之逸文〈比治真奈井奈具社〉記載，有8位天女降臨在丹波郡比治里的比治山頂真奈井洗浴，其中一位天女的衣物被一對膝下無子嗣、名叫喚和奈佐的老夫婦隱藏，無法歸返的天女成為他們的女兒並留居十餘年。該天女善釀能治百病之藥酒，幫助老夫婦累積不少家財。想不到老夫婦竟將天女趕出家門，後者輾轉流落至竹野郡船木里奈具村，成為鎮守奈具神社（日语：奈具神社）之神豐宇賀能賣命[3]。
- 靜岡縣：靜岡市清水區的三保之松原相傳[4]有一位名叫伯梁的漁夫，某日他發現海濱旁的松樹樹枝上掛了一件美麗的衣裳。當伯梁取下衣裳準備回家時，有一位漂亮的天女出聲喚住他：「那是我的羽衣，請你還給我，否則我回不了天上。」伯梁拒絕後，天女放聲大哭。前者看到後者可憐的樣子，便說：「如果妳跳天上的舞蹈給我看的話，我就把衣服還給妳。」於是天女高興地穿上伯梁奉還的衣裳，配合著霓裳羽衣的曲子起舞，緩緩飛回天上。
- 千葉縣：傳說[5]以前池田的池塘種植千葉蓮花，美不勝收。某日半夜天女自天上跳舞而降，將羽衣掛在松枝上，遁入池中化成蓮花。城主平常將（日语：平常将）聽聞此事，命令家臣將掛在松枝上的羽衣藏起來，後來娶天女為妻，生下一子。天皇聽聞此事，召遣常將入宮，並說：「從現在起因為千葉蓮花之故，地名就改為千葉。」

## 內部連結
- 《搜神記》第14卷：豫章新喻縣男子，見田中有六七女，皆衣毛衣，不知是鳥。匍匐往，得其一女所解毛衣，取藏之。即往就諸鳥。諸鳥各飛去，一鳥獨不得去。男子取以為婦。生三女。其母后使女問父，知衣在積稻下，得之，衣而飛去，后復以迎三女，女亦得飛去。
- 天女
- 天降女子
- 天鵝少女
- 仙女
- 三保之松原
- 天女散花

## 大眾文化

### 漫畫·動畫
- 《夢幻天女》
- 《落語天女》：該作主角群化身擊退妖魔的變身姿態。

### 輕小說
- 《妖怪旅館營業中》：作中出現的「七星羽衣」為傳說來自高天原的女神抵達隱世時所著的羽衣絲帶。
- 《水無月家的婚約》：作品中登場的核心家族「水無月」一族為月界天女的後裔。

## 外部連結
- （日語）天女の羽衣 （页面存档备份，存于）